# Hans Zimmermann (Regisseur)
Hans Zimmermann (* 11. Oktober 1901 in Weiach; † 3. Oktober 1976 in Zürich) war ein Schweizer Regisseur.

## Leben
Zimmermann war Sohn des Theologen Arnold Zimmermann (1872–1951). Er studierte am Konservatorium Zürich und an der Hochschule für Musik Berlin und arbeitete als Korrepetitor, Kapellmeister und Theaterregisseur in Deutschland und der Schweiz. Von 1934 bis 1937 war Zimmermann Direktor des Stadttheaters Bern und ab 1937 abwechselnd Oberregisseur und Direktor am Stadttheater Zürich. Er war zudem Gastregisseur u. a. am Teatro alla Scala in Mailand. Zimmermann war zudem Librettist von Kurt Pahlens Kindermusicals Das Märchen von der Prinzessin und dem Schweinehirten und Pinocchio, die er am Opernhaus Zürich uraufführte.